# Echiostoma barbatum
Echiostoma barbatum és una espècie de peix de la família dels estòmids i de l'ordre dels estomiformes.

## Morfologia
- Els mascles poden assolir 36,8 cm de longitud total.[2][3]

## Hàbitat
És un peix marí i d'aigües profundes que viu entre 30-4.200 m de fondària.

## Distribució geogràfica
Es troba a l'Atlàntic oriental (des de Portugal fins a Sud-àfrica, llevat del golf de Guinea), l'Atlàntic occidental (des dels Estats Units fins a l'Argentina, incloent-hi el Golf de Mèxic i el Carib), el Canadà, l'Índic i el Pacífic.